# Fortran
Fortran eller FORTRAN er et programmeringssprog, hvor navnet er en forkortelse for FORmula TRANslation/TRANslator.
Fortran er et af de første tredjegenerationsprogrammeringssprog med udspring i 1950'erne og benyttes stadig især til numeriske og matematiske beregninger og til parallel databehandling. Det blev derfor et standardsprog inden for naturvidenskab og ingeniørvidenskab.
IBM solgte en stor computer IBM 7090 til Undervisningsministeriet i 1965 for 1 krone, og den blev grundlaget for NEUCC (Northern Europe Computing Center) på Polyteknisk Læreanstalt i Lundtofte. Det foretrukne programmeringssprog var netop Fortran, og det gjorde, at mange af de første ingeniøruddannede her lærte dette sprog.
Der er flere udgaver af sproget, FORTRAN IV eller FORTRAN 66, FORTRAN 77, Fortran 90, Fortran 95, Fortran 2000, Fortran 2003 og Fortran 2008. Tallet efter navnet refererer til det år, hvor en standard for sproget blev godkendt. Bemærk også, at navnet blev skrevet med STORE bogstaver i de tidlige udgaver – måske fordi sproget kun håndterede et begrænset antal tegn. F.eks. anvendtes Fieldata, som er et 6-bits tegnsæt til UNIVAC-datamater, der kørte på RECKU (det regionale EDB-center for Københavns Universitet) i 1970'erne.

## Eksempel
```
 
!     PROGRAM TIL BEREGNING AF GENNEMSNIT AF 3 HELTAL                    

       
REAL 
GSNIT
,
 
SUM 

       
WRITE
 
(
6
,
 
100
)
 

  
100
  
FORMAT
(
'INDTAST 3 TAL'
)
 

       
READ
 
(
5
,
 
*
)
 
I1
,
 
I2
,
 
I3
  

       
SUM
 
=
 
I1
 
+
 
I2
 
+
 
I3
 

       
GSNIT
 
=
 
SUM
 
/
 
3.
 

       
WRITE
 
(
6
,
 
300
)
 
GSNIT
 

  
300
  
FORMAT
(
" GENNEMSNIT="
,
F4
.
2
)
 

       
STOP 

       END

```